# Voubé-Gompar
Ne doit pas être confondu avec Voubé-Tanzou.
Voubé-Gompar est une localité située dans le département de Legmoin de la province du Noumbiel dans la région Sud-Ouest au Burkina Faso.

## Santé et éducation
Le centre de soins le plus proche de Voubé-Gompar est le centre de santé et de promotion sociale (CSPS) de Legmoin tandis que le centre médical avec antenne chirurgicale (CMA) de la province se trouve à Batié.